# Hoekermolen
De Hoekermolen is een poldermolen bij het Utrechtse Vreeland.
De molen is in 1874 gebouwd op de plaats van een eerdere molen, die in dat jaar afbrandde nadat de bliksem was ingeslagen. De nieuwe molen die ter vervanging werd aangekocht was een overbodig geworden Amsterdamse industriemolen. Tot 1959 bemaalde de Hoekermolen de polder. Rond 1963 is de molen gerestaureerd. In 2005/2006 is de molen grondig gerestaureerd, waarbij een langere vijzel is gemonteerd om ook het verlaagde polderpeil aan te kunnen.